# Bobartia macrocarpa
Bobartia macrocarpa är en irisväxtart som beskrevs av P.Arne K. Strid. Bobartia macrocarpa ingår i släktet Bobartia och familjen irisväxter. Inga underarter finns listade i Catalogue of Life.